# 高龙撒冷岛
高龙撒冷岛，（也写作 Kaoh Rong Sanloem)，是距离位于柬埔寨、西哈努克市的高龙岛向南4公里的一座海岛。在高棉语中，koh 意味着岛屿,而对于 Rong 的解释则有两种，一种将其简单理解为人名，第二种则认为 Rong 与高棉语“山洞” （cave） 有关。高龙撒冷岛从南至北大约9公里远、从西向东大约4公里宽，其中，最狭窄的地方仅有1公里宽。高龙撒冷岛位于西哈努克市的（mittakpweap）地区,距其不远的高龙岛已经发展成为了外国游客们的度假胜地。但由于岛上人口稀少，自2014年以来，旅游业成为了当地发展的经济支柱。

## 地理概况
高龙撒冷岛的占地面积狭小，但它与位于其北面的姊妹岛——高龙岛有着许多共通之处，岛上多为起伏平缓的丘陵，内部则长有茂密的热带雨林。高龙撒冷岛以其海岸线上不断演替的砂岩和优美的海滩而著名。在曲折蜿蜒的西海岸，就有着三片黄海滩。而在不被季风影响、面朝大陆的东边，又以其数目繁多的海湾和海岬自成一景。其中，富有特色的是有足3公里长的新月状的撒拉森海滩（得名于一艘英国勘测船，它曾经在19世纪末期为这片区域绘制海图)。

在高龙撒冷岛上仅有两处初具规模的村落。其中一处坐落在岛屿北侧的梅沛贝（英語： 在高棉语中意味着23）附近。另一处比渔民村落稍大的小村庄是在南端的米康龙（英語：Koh Rong Sanloem Phumi Kang Khnong,其中kang khnong在高棉语中意味着“内部”）；而另一个小村庄坐落于小岛的西南侧，叫做米康卡（英語：Phumi Kang Kra,在高棉语中意味着“外部的村庄”）。在法国殖民期间，岛上曾有一些基础简单的公路设施，但如今已经荒废并长满植被。但在岛屿的最南端，还保存着着在法国摄政时期建造的一座灯塔。
在岛上，尽管岛上狭小的陆地允许水牛车运行，但其最主要的交通措施仍为坐船。岛上虽然设有手机信号接收塔，但仍然缺乏一套完整的输电线路和网络线路。如今岛上依旧缺乏银行或ATM。
如今，高龙撒冷岛属于柬埔寨海军管理。

## 旅游文化
自2016年以来，作为高龙岛撒冷最大，同时也是最受游客欢迎的旅游景区，撒拉森海湾已经逐步建立起了数十座沿海小屋和旅舍，其种类也由单纯的简单便宜的青年旅舍扩张到含有空调、高清电视、提供热水的洗浴间与西式风格的卫生间的现代沿海别墅。而其他值得关注的的岛上景点则包括懒人海滩（英語：Lazy Beach）和日落海滩（英語：Sunset beach）,均坐落在高龙撒冷岛的西面。同样，坐落在小岛西面的梅沛贝也是游客们所关注的一处。